# BYN블랙야크
블랙야크(Black Yak)는 대한민국의 아웃도어 브랜드다. 독일, 스위스, 오스트리아, 이탈리아 등 유럽 12개국, 미국, 캐나다 북아메리카 2개국, 대한민국, 중국, 대만 등의 아시아 5개국에 지점이 있다.

## 역사
1973년 '동진'사를 시작으로 1996년 등산 전문 브랜드로 거듭났다.